# L'impareggiabile Sophy
L'Inarrestabile Sophy o Sophy la grande (The Grand Sophy) è un romanzo della scrittrice inglese Georgette Heyer.

## Trama
Sir Horace Stanton-Lacy deve partire per affari in Brasile e gli si rende necessario lasciare sua figlia Sophy alle cure della sorella, Lady Elizabeth Ombersley. Ella vive a Londra col marito, Lord Ombersley, e i figli Charles, Cecilia, Hubert, e altri cinque figli più piccoli.
Charles, avendo ereditato un titolo e una grande fortuna da un lontano prozio, di fatto comanda in casa su tutto con grande severità, anche perché oberato dai forti debiti di gioco contratti dal padre. È fidanzato con Miss Eugenia Wraxton, fanciulla di buona famiglia, molto rigida in fatto di convenzioni sociali ed educazione.
Nessuno di loro vede di buon occhio l’arrivo di Sophy, una ragazza che si rivela da subito molto adorabile, ma fin troppo vivace ed abituata da un padre assente ed incurante a fare quello che vuole in barba alle convenienze.
Sophy è anche una ragazza intelligente e vede subito le cose che non vanno in casa degli zii: Charles ed Eugenia sono fidanzati, pur non amandosi, perché apparentemente accomunati dal loro perbenismo; Hubert è vittima di uno strozzino perché ha contratto debiti di gioco e non osa parlarne col fratello maggiore; Cecilia, inizialmente promessa a Lord Charlbury, si è invaghita di Augustus Fawnhope, un giovane di buona famiglia, ma privo di sostanza e di reddito, e che non incontra certo il favore della famiglia Ombersley.
Con saggezza, stratagemmi e qualche bugia qua e là, Sophy riuscirà a salvare Hubert dagli usurai, riunire Cecilia a Lord Charlbury e a salvare Charles dal matrimonio con la vuota Eugenia; e, anche se non in programma, troverà anche un marito adatto per sé.